# Maljutka
9M14 Maljutka (rusko Малютка; "malček", NATO oznaka: AT-3 Sagger) je žičnovodena protitankovska raketa, ki so jo razvili v Sovjetski zvezi v 1960ih. Je prva sovjetska človeško prenosljiva protitankovska raketa in najverjetneje tudi najbolj množično proizvajana protitankovska raketa na svetu. V 1960ih in 1970ih so proizvajali okrog 25000 raket na leto. Licenčno so jo proizvajali v vsaj petih drugih državah. Raketo se je dalo namestiti tudi na lahka oklepna vozila. Med uporabniki je bila tudi Slovenska vojska.
Maljutka je neprijetno presenetila Izraelce med Jomkipursko vojno, na njen račun izgubili okrog 800 tankov in oklepnih vozil.